# Váhovce
Váhovce és un poble i municipi d'Eslovàquia que es troba a la regió de Trnava, a l'oest del país.

## Història
La primera menció escrita de la vila es remunta al 1259.

## Demografia
| Godina             | 1994 | 2004   | 2014   | 2024   |
| ------------------ | ---- | ------ | ------ | ------ |
| Nombre de persones | 1949 | 2070   | 2136   | 2008   |
| Diferència         |      | +6,20% | +3,18% | −5,99% |

| Godina             | 2023 | 2024   |
| ------------------ | ---- | ------ |
| Nombre de persones | 2024 | 2008   |
| Diferència         |      | −0,79% |